# 海鷗管理
海鷗管理（英語：Seagull management）是一種管理風格，其中經理只有在懷疑管理出現問題時才與員工互動。而這種管理風格涉及對管理者知之甚少的事情的倉促決定，導致資源混亂和迷失方向。這句話是一種修辭手法，將這樣的經理比作尖叫類型和淩亂的海鷗，而海鷗經理主要是描述那些「飛進來，發出很大聲音，從高處傾倒在每個人身上，然後又飛出去，讓其他人處理後果」的經理。